# Pause
| Recensione      | Giudizio |
| --------------- | -------- |
| AllMusic        |          |
| Stylus Magazine | B+       |
| NME             | 9/10     |

Pause è il secondo album in studio del musicista britannico Four Tet, pubblicato nel 2001 dalla Domino Records. L'album si presenta nel pieno stile di Hebden, con i suoni creati esclusivamente con strumenti digitali ma dal suono marcatamente acustico e minimale. L'ultima traccia finisce nello stesso modo in cui era iniziata la prima: con un suono dei tasti premuti di un computer.
Diversi sono stati gli utilizzi nei media di pezzi provenienti da Pause, ad esempio Everything Is Alright è stata utilizzata dalla National Public Radio mentre Glue of the World ha fatto da colonna sonora sia per un episodio di Six Feet Under che per uno di Dr. House - Medical Division.

## Tracce
1. Glue of the World – 5:02
2. Twenty Three – 3:24
3. Harmony One – 1:41
4. Parks – 6:03
5. Leila Came Round and We Watched a Video – 1:39
6. Untangle – 4:36
7. Everything is Alright – 2:31
8. No More Mosquitoes – 3:39
9. Tangle – 3:44
10. You Could Ruin My Day – 7:03
11. Hilarious Movie of the 90's – 3:29